# SCE Aménagement & Environnement
SCE est une société d'urbanisme et de paysagisme française créée en 1982. Elle compte près de 485 collaborateurs avec 10 implantations en France et un siège social situé à Nantes (France).
La société travaille avec les acteurs publics et privés de l’aménagement du territoire sur toutes les étapes du projet : conseil, assistance à maîtrise d’ouvrage, maîtrise d’œuvre, R&D / transfert de compétences.

## Historique
SCE est créée en 1982 avec 4 collaborateurs. En 1985, l’entreprise participe à des groupes de R&D et dépose des brevets. Elle initie ses premières démarches à l’international en 1991. C’est en 1998 que la première agence est créée à Bayonne. Le groupe SCE naît en 2005 et devient Keran en 2014. En 2015, le siège social déménage sur l’île de Nantes. Il est signé Dominique Perrault. La 10e agence est créée à Marseille en 2020.

## Organisation
SCE possède 10 agences implantées à Bordeaux, Bayonne, Caen, La Rochelle, Lyon, Marseille, Montpellier, Paris, Toulouse et Baie-Mahault en Guadeloupe. Le siège social est quant à lui situé à Nantes.
Au sein de SCE, les Ateliers Up+ réunissent les compétences en urbanisme et en paysage.
SCE est la société principale du groupe indépendant Keran, qui réunit également les sociétés Créocéan, Naomis et Groupe Huit. Son développement à l’international s’appuie sur les filiales et les bureaux de représentation du groupe.

## Projets
- Création d’une ligne BHNS entre Bordeaux centre et Saint-Aubin-du-Médoc (Gironde)
- Protections contre les risques de submersion marine en Charente-Maritime
- Station d’épuration de la communauté de communes de l’Estuaire de la Dives à Cabourg (Calvados)
- Campus de Nantes (Loire-Atlantique) : restructuration du « Nouveau Tertre » :  performances énergétiques[7]
- Études environnementales pour le raccordement des éoliennes et en mer au large de Saint-Brieuc (Côtes-d'Armor)
- Résilience climatique de la ville de Can Tho – Plan de gestion intégrée au risque inondation (Vietnam)

### Projets Ateliers Up+
- Ecocampus urbain sur la ZAC de la Chantrerie à Nantes (Loire-Atlantique) : conception et réalisation
- Reconstruire la ville sur des friches industrialo-portuaires – île Est de Sète (Hérault)
- Renouvellement urbain du quartier de Villeneuve-les-Salines à la Rochelle (Charente-Maritime)
- Roque-Fraïsse : un éco-quartier méditerranéen à Saint-Jean-de-Védas (Hérault)[8]

### Autres
- Ouvrage : "La réhabilitation des petites rivières urbaines : retours d’expériences sur des projets multi-bénéfices"[9]
- Label Aquaplus[10],[11]